# 김영민 (1980년)
김영민(1980년 1월 10일 ~ )은 대한민국의 가수, 배우이다. 김형준, 박준석, 이동윤과 함께 1997년 10월 20일에 태사자로 데뷔하였고, 데뷔곡은 '도'다. 태사자에서 포지션은 메인보컬이다.

## 출연 작품

### 드라마
- iTV 화수동 산 8번지 (2000년)
- OCN 가족연애사 (2005년)
- JTBC 맏이(2014년)

### 예능 프로그램
- 서세원쇼 (2000년)
- TV는 사랑을 싣고 (2000년)
- 가족 오락관 (1998년, 2001년, 2002년)
- 미스터리 음악쇼 복면가왕 (2020년)
- 불후의 명곡 전설을 노래하다 (2020년)

### 뮤지컬
- GAS (2003년)
- 큐빅스 (2004년)
- 더 플레이 엑스 (2005년)

### 영화
- 메모리 아일랜드 (2006년)

### 광고
- 해태제과식품 졸라쫄라 (2000년)

## 학력
- 창신초등학교
- 경신중학교
- 인창고등학교
- 동아방송예술대학교 방송연예과
- 배재대학교 공연영상학과